# Vườn quốc gia Bungawalbin
Vườn quốc gia Bungawalbin là một vườn quốc gia ở miền đông bắc bang New South Wales, Úc, cách thành phố Sydney 563 km về phía bắc.
Vườn quốc gia này có diện tích 37,30 km², nguyên trước kia là Khu bảo tồn thiên nhiên Bungawalbin, trở thành vườn quốc gia ngày 1.1.1999.